# Modestino
Modestino (ur. 5 września 1802 w Frattamaggiore; zm. 24 lipca 1854 w Neapolu) – włoski franciszkanin, Błogosławiony Kościoła katolickiego.

## Życiorys
Urodził się bardzo religijnej rodzinie, był najmłodszym z sześciorga dzieci. Uczęszczał do szkoły parafialnej, a w 1822 roku wstąpił do klasztoru franciszkanów. W 1827 roku otrzymał święcenia kapłańskie. Przyjaźnił się z papieżem Piusem IX. Opiekował się chorymi podczas epidemii cholery. Zmarł 24 lipca 1854 roku w opinii świętości, mając 51 lat.
Został beatyfikowany przez papieża Jana Pawła II w dniu 29 stycznia 1995 roku.